# Sorgà
Sorgà is een gemeente in de Italiaanse provincie Verona (regio Veneto) en telt 3031 inwoners (31-12-2004). De oppervlakte bedraagt 31,5 km², de bevolkingsdichtheid is 96 inwoners per km².
De volgende frazioni maken deel uit van de gemeente: Pontepossero, Bonferraro, Pampuro.

## Demografie
Sorgà telt ongeveer 1037 huishoudens. Het aantal inwoners daalde in de periode 1991-2001 met 0,8% volgens cijfers uit de tienjaarlijkse volkstellingen van ISTAT.
| Jaar | Inwoneraantal |
| ---- | ------------- |
| 1991 | 3004          |
| 2001 | 2980          |

## Geografie
De gemeente ligt op ongeveer 25 m boven zeeniveau.
Sorgà grenst aan de volgende gemeenten: Bigarello (MN), Castel d'Ario (MN), Castelbelforte (MN), Erbè, Gazzo Veronese, Nogara, Villimpenta (MN).